# Мунспел
„Мунспел“ (на английски: Moonspell, изговаря се Муунспел) e португалска готик метъл група, създадена под името „Морбид Год“ (Morbid God) през 1989 г.
Бандата имат твърдо готик звучене с нотки на дуум-дет метъл, но според Фернандо най-точното определение е „дяволска музика“.

## Дискография

### Студийни албуми
- 1995 – „Wolfheart“
- 1996 – „Irreligious“
- 1998 – „Sin / Pecado“
- 1999 – „The Butterfly Effect“
- 2001 – „Darkness and Hope“
- 2003 – „The Antidote“
- 2006 – „Memorial“
- 2007 – „Under Satanæ“
- 2008 – „Night Eternal“
- 2012 – „Alpha Noir“
- 2015 – „Extinct“
- 2017 – „1755“
- 2021 – „Hermitage“

### Демота
- 1992 – „Serpent Angel“ (Morbid God Promo)
- 1993 – „Anno Satanae“

### EP-та
- 1994 – „Goat on Fire / Wolves from the Fog“
- 1994 – „Under the Moonspell“
- 1997 – „2econd Skin“

### Сингли
- 1996 – „Opium“
- 1999 – „The Butterfy Effect“
- 2001 – „Nocturna“
- 2003 – „Everything Invaded“
- 2006 – „Finisterra“

### Компилации
- 2007 - „The Great Silver Eye“